# Les Bottereaux
Les Bottereaux ist eine französische Gemeinde mit 347 Einwohnern (Stand: 1. Januar 2022) im Département Eure in der Region Normandie; sie gehört zum Arrondissement Bernay und zum Kanton Breteuil.

## Geographie
Les Bottereaux liegt etwa 39 Kilometer westsüdwestlich von Évreux. Umgeben wird Les Bottereaux von den Nachbargemeinden Bois-Normand-près-Lyre im Norden, Neaufles-Auvergny im Osten, Ambenay im Südosten, Saint-Antonin-de-Sommaire im Süden, Juignettes im Südwesten sowie Chambord im Westen.

## Bevölkerungsentwicklung
| Jahr                       | 1962 | 1968 | 1975 | 1982 | 1990 | 1999 | 2006 | 2016 |
| Einwohner                  | 183  | 281  | 274  | 248  | 260  | 250  | 302  | 354  |
| Quellen: Cassini und INSEE |      |      |      |      |      |      |      |      |

## Sehenswürdigkeiten

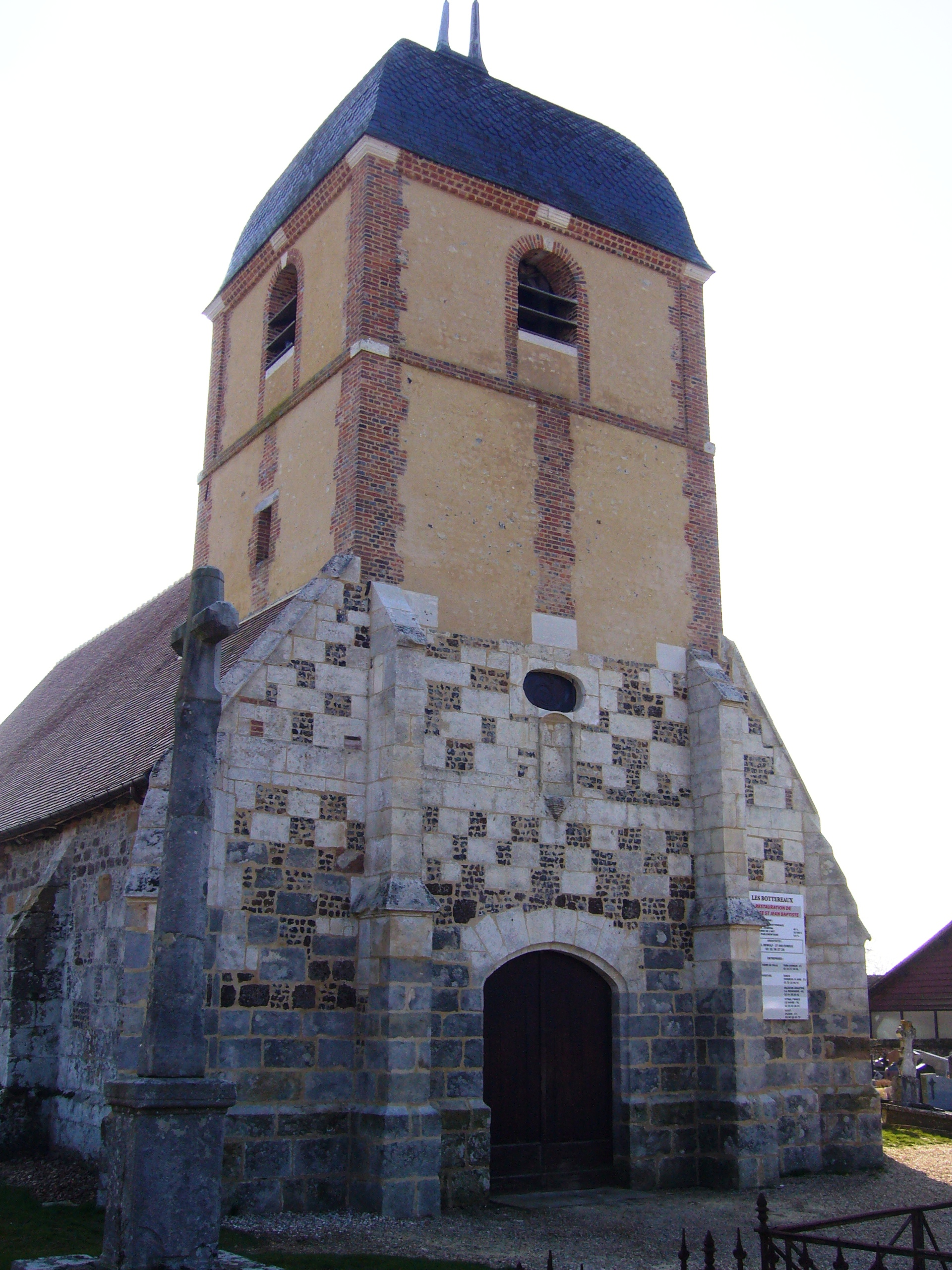
Kirche Saint-Jean-Baptiste
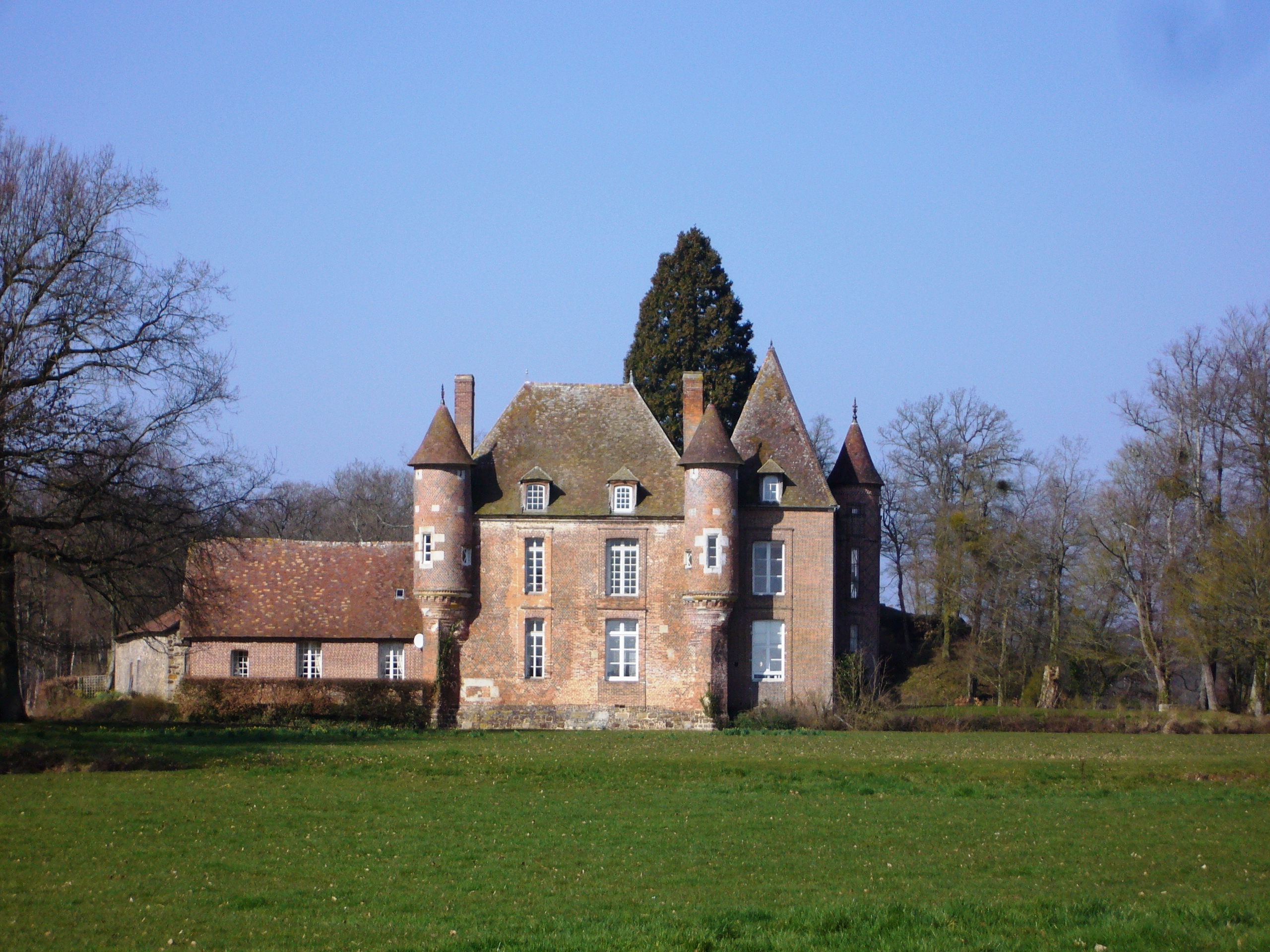
Herrenhaus Rebais

- Kirche Saint-Jean-Baptiste
- Herrenhaus Rebais